# 모리타 미유키
모리타 미유키(일본어: 森田 美由紀, 1959년 11월 8일 ~ 일본 홋카이도 삿포로 시)는 일본의 언론인이며 NHK의 여성 아나운서이다.

## 개요
1959년 11월 8일 일본 홋카이도 삿포로시에서 태어났다. 1984년에 NHK 삿포로 방송국에 DJ로 데뷔하다가 1987년에 아나운서로 전향했다. 특히 NHK 뉴스 7의 앵커를 3번씩이나 했다. 1988년 4월부터 1990년 3월, 1993년 4월 5일부터 1995년 4월 2일
그리고 1995년 4월 3일부터 2000년 3월 26일까지 진행을 했다. 여성 아나운서로는 최초였다.